# Georgia Music Hall of Fame

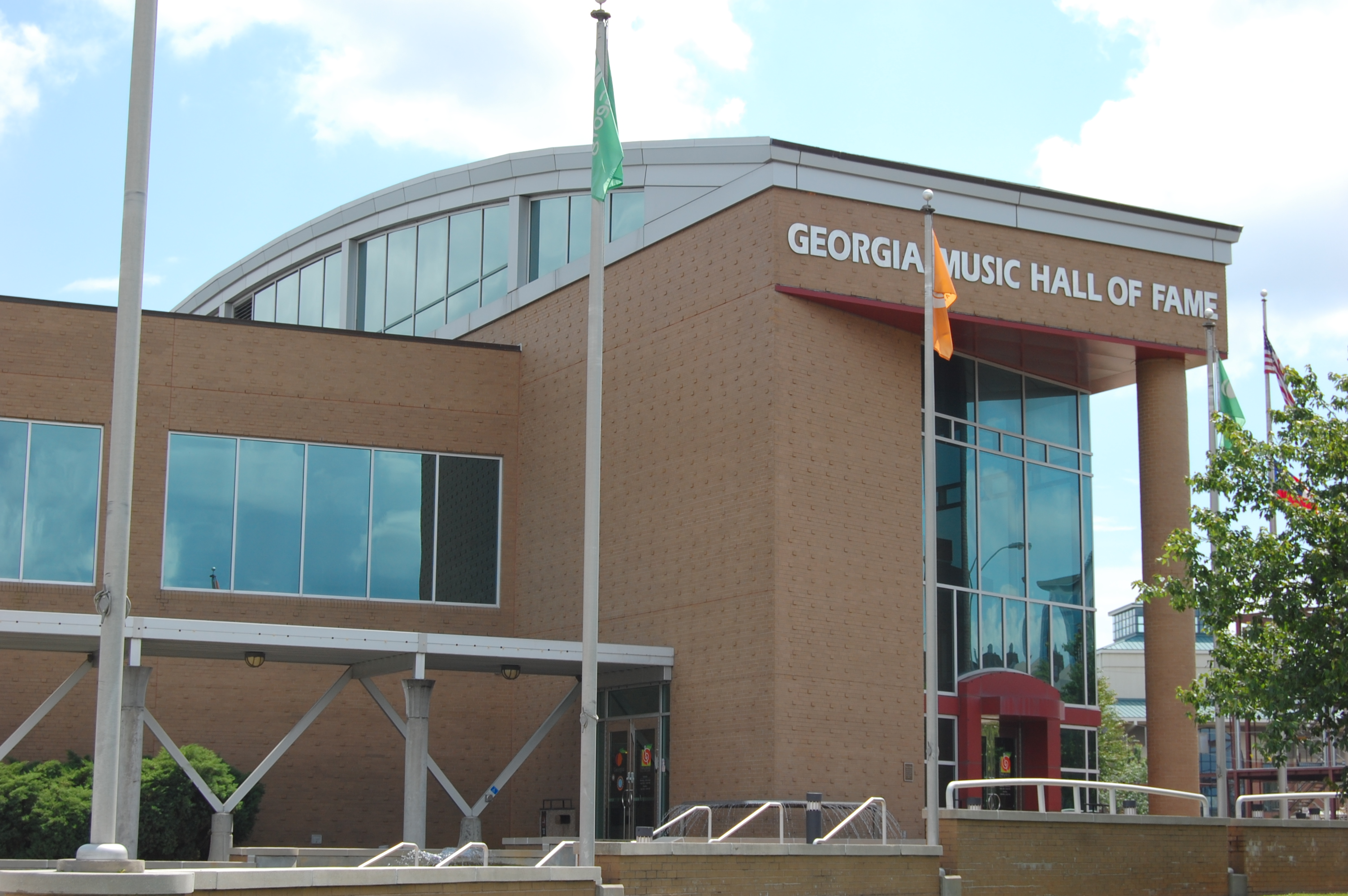
The Georgia Music Hall of Fame

Die Georgia Music Hall of Fame war eine US-amerikanische Ruhmeshalle, die jährlich bedeutende Musiker aller Genres aus Georgia ehrte.

## Geschichte
Die Georgia Music Hall of Fame wurde 1979 gegründet. Die ersten beiden Aufnahmen wurden während der „Georgia Music Week“ in Atlanta an Ray Charles und Bill Lowery vergeben. Seitdem werden jedes Jahr in verschiedenen Kategorien Preise vergeben und Künstler mit der Aufnahme geehrt. Seit 1983 wird die Aufnahmezeremonie im Fernsehen übertragen.
Im September 1996 zog die Georgia Hall of Fame nach Macon, Georgia. Bei der Eröffnung traten Stars wie Little Richard, Mike Mills und Bill Berry von R.E.M., die Pips, Travis Tritt und Martha Quinn auf. Das Gebäude der Hall of Fame wurde 1999 erweitert und enthielt ebenfalls ein Museum mit Dokumenten, Aufnahmen und Instrumenten sowie weiteren Ausstellungsstücken.
In den 2000er Jahren geriet das Museum durch geringe Besucherzahlen in finanzielle Schwierigkeiten und wurde im Juni 2011 geschlossen.

## Mitglieder
- 1979: Bill Lowery, Ray Charles
- 1980: Johnny Mercer, Ray Stevens, Zenas Sears
- 1981: Dr. Thomas Dorsey, Joe South, Otis Redding
- 1982: Boudleaux Bryant, Brenda Lee, Duane Allman
- 1983: Piano Red, Albert Coleman, Harry James, James Brown
- 1984: Little Richard, Buddy Buie, Fiddlin’ John Carson, James Melton
- 1985: Bill Anderson, Eva Mae LeFevre, Graham Jackson, Zell Miller
- 1986: Riley Puckett, Hovie Lister, Phil Warden, Tommy Roe
- 1987: Alex Cooley, Bob Richardson, Felton Jarvis, Jerry Reed
- 1988: Billy Joe Royal, Gid Tanner and his Skillet Lickers, Joe Williams, Robert Shaw
- 1989: Fletcher Henderson, Gladys Knight, Herold Shedd, Leroy Abernathy
- 1990: Blind Willie McTell, Chips Moman, Ronnie Milsap, Wendy Bagwell
- 1991: Joseph Cotton Carrier, Lena Horne, Ray Whitley, Roland Hayes
- 1992: Connie Haynes, Emory Gordy Jr., Gertrude “Ma” Rainey, The Lewis Family, The Tams
- 1993: Curtis Mayfield, Dennis Yost and the Classics IV, J. R. Cobb, Sam Wallace
- 1994: Chuck Willis, Gwen Kesler, Isaac Hayes
- 1995: Chet Atkins, Elmo Ellis, Joel Katz, Ray Eberle
- 1996: Atlanta Rhythm Section, Joe Galkin, Mac Davis, Rodney Mills
- 1997: Boots Woodall, Atlanta Symphony Orchestra, Dave Prater, William Bell
- 1998: The Allman Brothers Band, Emma Kelly, J. Lee Friedman, Peabo Bryson
- 1999: Gram Parsons, Jessye Norman, Mike Clarke, Travis Tritt
- 2000: Little Jimmy Dempsey, Michael Greene, The B-52’s, Trisha Yearwood
- 2001: Alan Jackson, Antonia Reid, Ralph Peer, Roy Drusky
- 2002: Clarence Carter, The Harmoneers, TLC, Tom Wright
- 2003: Alan Walden, Indigo Girls, Kenny Rogers, Mike Curb
- 2004: Chuck Leavell, Hugh Jarrett, Mary Lou Williams, Mattiwilda Dobs
- 2005: Doug Johnson, Newsong, Patty Loveless, The Sunshine Boys
- 2006: Dallas Austin, Felice Bryant, Gregg Allman, Jermaine Dupri, R.E.M.
- 2007: Babs Richardson, Dr. Bobbie Bailey, Freddie Cole, Lynyrd Skynyrd, Mylon LeFrevre, Usher
- 2008: Dinah & Fred Gretsch, Dottie Rambo, Hamp Swain, Keith Sweat, Ludacris, Widespread Panic